# エンジェル/ダスト
『エンジェル/ダスト』(Angel/Dust)は七瀬葵による日本の漫画作品。日本では角川書店の『月刊ニュータイプ』にて10ヶ月間にわたって連載され、各章をまとめた全1巻の単行本がニュータイプ100%コミックスで2001年6月に発行された。『エンジェル/ダスト:ネオ』(Angel/Dust neo)と題される続編もある。ADVマンガは英語でのリリースのためにこの漫画の出版許可を取得し、2005年に英語版ニュータイプにて連載した。2005年11月22日に英語版の単行本が発刊されたほか、仏語・独語・伊語でも出版されている。
『エンジェル/ダスト』は、他人と争うことなく普通の生活を送ることを願う引っ込み思案な女子高生・羽鳥ゆいなを主人公とする物語である。しかしある日、彼女は特異な生命体と遭遇する。そして2人は[同化]し、"黒い羽根の奴"＝ルシフェルの捕獲に挑むのだった。

## 物語
羽鳥ゆいなは、母親を亡くし、仕事に追われ娘の世話が出来ない父親から叔母に預けられた内気な高校1年生だった。他者を煩わせたくない彼女は自己主張を苦手としている。歌に情熱を注いでいるが、小心な彼女には人前で歌うことなど出来はしなかった。自身の人生は平凡だと信じていたが、"黒い羽根の奴"ことルシフェルを探索していた"エミュレイト"というガイノイド・セラフと邂逅する。ゆいなの幼馴染みである久遠あきほの転入により、事態はより複雑化した。

## 登場人物
羽鳥ゆいな (Yuina Hatori)
この物語の主人公。内向的で他人との争いを好まない。歌唱力に自信はないが、歌うことが好き。
セラフ (Seraph)
異なる時空点より現れたエミュレイト。他の全てのエミュレイトと同様に、人間と契約を交わして一体化することにより、契約者に強大な力を与えることができるバトル・ガイノイドである。ゆいなと出会う前に契約していた相手もまた歌を愛する美女だった。コードネームは熾天使セラフから。
ルシフェル (Lucifer)
セラフからは"黒い羽根の奴"と呼ばれている。人間への服従を拒否した結果、最悪の罪を犯した7体のエミュレイトの一人であると宣言した。人間を尊大で暴力的な生き物だと信じ込み、憎悪している。コードネームは堕天使ルシファーから。
久遠あきほ (Akiho Kudoh)
ゆいなの幼馴染みの少女。ゆいなと闘える力を得るためにルシフェルと契約を結ぶ。ゆいなが放棄した歌の才能を内心では認めていたことに傷付いていた。

## 単行本
- 日本語版 - ISBN 9784048533621　※ 絶版
- 英語版 - ISBN 9781413903102
- 仏語版 - ISBN 9783899212105
- 独語版 - ISBN 9783899212105